# Хаймурзина, Эльмира Абдулбариевна
Эльмира Абдулбариевна Хаймурзина (род. 5 апреля 1974, Архангелка, Северо-Казахстанская область) — российский государственный деятель. Член Центральной избирательной комиссии Российской Федерации с 29 марта 2021.
Заместитель Председателя Правительства Московской области с октября 2014 по 31 мая 2018. Председатель Избирательной комиссии Московской области с 31 мая по 31 октября 2018. Глава городского округа Красногорск с 14 декабря 2018 по 25 марта 2021.

## Биография
Родилась 5 апреля 1974 в селе Архангелка (Северо-Казахстанская область).

### Образование
В 1995 окончила Институт молодёжи (сейчас Московский гуманитарный университет) по профилю «Администрирование и управление в социальной сфере».
Второе высшее образования по профилю «Государственное и муниципальное управление» получила в 2011 в Калининградском пограничном институте ФСБ России.
В 2015 в РАНХиГС получила квалификационную степень магистра (MBA) по профилю «Региональный и муниципальный менеджмент».

### Трудовая деятельность
С октября 2014 по 31 мая 2018 — заместитель Председателя Правительства Московской области.
С 31 мая по 31 октября 2018 — председатель Избирательной комиссии Московской области.
С 14 декабря 2018 по 25 марта 2021 — глава городского округа Красногорск.
21 января 2021 года депутаты Московской областной думы единогласно проголосовали за назначение Хаймурзиной кандидатом в Центральную избирательную комиссию России от Подмосковья. В общей сложности её кандидатуру Совету Федерации предложили 15 глав субъектов России и 13 региональных парламентов.
С 29 марта 2021 — Член Центральной избирательной комиссии Российской Федерации.

## Семья
Замужем, воспитывает дочь.

## Оценка деятельности
Член Центральной избирательной комиссии России от партии ЛДПР Сергей Сироткин выразил мнение, что «назначение в региональный избирком зампреда правительства этого региона за пять месяцев до сложнейшей избирательной кампании ставит под вопрос чистоту предстоящих выборов [губернатора Московской области]».
В июле 2018 года в рамках подготовки к проведению Единого дня голосования 9 сентября 2018 года Мособлизбирком объявил тендер на изготовление информационной продукции для избирателей на сумму 31 015 800 рублей. Партия «Яблоко» выпустила пресс-релиз, в котором обратила внимание на «сомнительную целесообразность закупки 3 млн крышек для консервирования с эмблемой выборов» и «нереальные сроки выполнения» (один день на разработку и согласование дизайн-макета, три дня на изготовление и доставку 5 тыс. рюкзаков, 4 тыс. значков, тысячу пакетов с логотипом, 4 тыс. календарей (магнитов), 600 футболок и 500 бутылок для воды). Контракт был заключен с единственным участником торгов.
Редактор информационного агентства Regnum Евгений Цоц, проживающий в Красногорске, назвал работу Хаймурзиной в первый год на посту главы городского округа «безобразной» и раскритиковал за отсутствие решений по застарелым и актуальным транспортным проблемам в округе, но позже поставил ей в заслугу запуск линии МЦД-2 и завершение строительства развязки на пересечении Волоколамского и Ильинского шоссе.

## Санкции
С 9 декабря 2022 года, за поддержку российской военной агрессии против Украины и проведение «референдумов» на оккупированных территориях Украины, находится под санкциями США. Власти страны отмечают что «ЦИК России помогал контролировать фиктивные референдумы, проведенные в районах Украины, контролируемых Россией, которые изобиловали случаями явного принуждения и запугивания избирателей». По аналогичному основанию находится под санкциями Японии, Украины, Австралии и Новой Зеландии.
18 декабря 2023 года попала под санкции стран Евросоюза как ответственная «за организацию незаконных референдумов в 2022 году и незаконных выборов в сентябре 2023 года на оккупированных территориях Украины, пытаясь таким образом узаконить российскую агрессивную войну на этих территориях».

## Награды
- Знак «За заслуги перед Московской областью»[21]
- Почётная грамота Президента Российской Федерации[21]
- Благодарность Президента Российской Федерации[21]
- Благодарность Центральной избирательной комиссии Российской Федерации[21]
- Знак Московской областной Думы «За вклад в развитие законодательства»[21]
- Почётный работник сферы молодежной политики Российской Федерации[21]